# Allan Louisy
Allan Luisy(1926-2011  Archivado el 7 de julio de 2011 en Wayback Machine.) fue la segunda persona en ocupar el cargo de primer ministro en Santa Lucía, después de John Compton. Nació en Laborie en el año de 1916 y antes de representar a su distrito en el parlamento se desempeñó algún tiempo como juez. A finales de la década de los setenta y como líder del Partido Laborista se solidarizó con el movimiento anti-independencia promovido por el líder sindicalista George Odlum. En las primeras elecciones parlamentarias de Santa Lucía como país independiente se alzó con el triunfo, convirtiéndose en el primer jefe de gobierno electo de la historia. Asumió el cargo el 2 de julio de 1979 pero su gobierno fue efímero y el 4 de mayo de 1981, después de enfrentar el rechazo de su plan presupuestario y la dimisión de importantes figuras de su gabinete fue obligado a renunciar. Su lugar fue ocupado por el exprocurador general Winston Cenac.
| Predecesor: John Compton | Primer ministro de Santa Lucía 1979 _ 1981 | Sucesor: Winston Cenac |

Muerte 2011.